# Claudio Araya
Claudio Marcelo Araya San Martín (Santiago, 11 de diciembre de 1963) es un ingeniero civil electrónico y político chileno, miembro del Partido Comunista de Chile (PCCh). Desde el 11 de marzo de 2022, se desempeña como subsecretario de Telecomunicaciones de su país bajo el gobierno del presidente Gabriel Boric.

## Estudios
Realizó sus estudios superiores en la carrera de ingeniería civil electrónica en la Universidad Técnica Federico Santa María, y luego cursó un magíster en tecnologías de información y gestión de la Pontificia Universidad Católica (PUC).

## Trayectoria profesional
Con una trayectoria de treinta años en las telecomunicaciones, trabajó durante más de diez años en la empresa Telefónica Chile. Durante el segundo gobierno de Michelle Bachelet, en 2014 asumió como jefe del Departamento Tecnologías de la Información del Instituto de Seguridad Laboral (ISL). Luego con ocasión del segundo gobierno de Sebastián Piñera, fue asesor para la División Gerencia del Fondo de Desarrollo de las Telecomunicaciones (GFDT) de la Subsecretaría de Telecomunicaciones (Subtel).

## Trayectoria política
Miembro del Partido Comunista de Chile (PCCh), en febrero de 2022 fue designado por el entonces presidente electo Gabriel Boric, como titular de la Subtel (organismo dependiente del Ministerio de Transportes y Telecomunicaciones), siendo el primer militante comunista en la Subsecretaría. Asumió esa función el 11 de marzo de dicho año, con el inicio formal de la administración; sucediendo a Francisco Moreno Guzmán.